# (163132) 2002 CU11
(163132) 2002 CU11 est un astéroïde Apollon et aréocroiseur, classé comme potentiellement dangereux. Il fut découvert par LINEAR à Socorro le 7 février 2002.